# Vattenpolo vid panamerikanska spelen
Vattenpolo vid panamerikanska spelen har spelats sedan premiäråret 1951. Damturneringen tillkom 1999.

## Historisk överblick över grenar
| Grenar / År         | 1951 | 1955 | 1959 | 1963 | 1967 | 1971 | 1975 | 1979 | 1983 | 1987 | 1991 | 1995 | 1999 | 2003 | 2007 | 2011 | 2015 | 2019 | 2023 |
| ------------------- | ---- | ---- | ---- | ---- | ---- | ---- | ---- | ---- | ---- | ---- | ---- | ---- | ---- | ---- | ---- | ---- | ---- | ---- | ---- |
| Damernas turnering  |      |      |      |      |      |      |      |      |      |      |      |      | X    | X    | X    | X    | X    | X    | X    |
| Herrarnas turnering | X    | X    | X    | X    | X    | X    | X    | X    | X    | X    | X    | X    | X    | X    | X    | X    | X    | X    | X    |

## Medaljsammanfattning

### Damernas turnering
| Spel (gren) | Värdort – damernas vattenpolo          | Final   | Final    | Final  | Match om tredjepris | Match om tredjepris | Match om tredjepris |
| Spel (gren) | Värdort – damernas vattenpolo          | Vinnare | Resultat | Tvåa   | Trea                | Resultat            | Fyra                |
| ----------- | -------------------------------------- | ------- | -------- | ------ | ------------------- | ------------------- | ------------------- |
| 1999        | Winnipeg, Kanada                       | Kanada  | 8 – 6    | USA    | Brasilien           | 9 – 4               | Kuba                |
| 2003        | Santo Domingo, Dominikanska republiken | USA     | 7 – 3    | Kanada | Brasilien           | 6 – 5               | Kuba                |
| 2007        | Rio de Janeiro, Brasilien              | USA     | 6 – 4    | Kanada | Kuba                | 6 – 5               | Brasilien           |
| 2011        | Guadalajara, Mexiko                    | USA     | 27 – 26  | Kanada | Brasilien           | 9 – 8               | Kuba                |
| 2015        | Toronto, Kanada                        | USA     | 13 – 4   | Kanada | Brasilien           | 9 – 6               | Kuba                |
| 2019        | Lima, Peru                             | USA     | 24 – 4   | Kanada | Brasilien           | 8 – 7               | Kuba                |
| 2023        | Santiago, Chile                        | USA     | 20 – 11  | Kanada | Brasilien           | 10 – 9              | Argentina           |

### Herrarnas turnering
| Spel (gren) | Värdort – herrarnas vattenpolo | Vinnare   | Tvåa      | Trea      | Fyra        |
| ----------- | ------------------------------ | --------- | --------- | --------- | ----------- |
| 1951        | Buenos Aires, Argentina        | Argentina | Brasilien | USA       |             |
| 1955        | Mexico City, Mexiko            | Argentina | USA       | Brasilien |             |
| 1959        | Chicago, USA                   | USA       | Argentina | Brasilien |             |
| 1963        | São Paulo, Brasilien           | Brasilien | USA       | Argentina | Kanada      |
| 1967        | Winnipeg, Kanada               | USA       | Brasilien | Mexiko    | Kuba        |
| 1971        | Cali, Colombia                 | USA       | Kuba      | Mexiko    | Brasilien   |
| 1975        | Mexico City, Mexiko            | Mexiko    | USA       | Kuba      | Kanada      |
| 1979        | San Juan, Puerto Rico          | USA       | Kuba      | Kanada    | Puerto Rico |
| 1983        | Caracas, Venezuela             | USA       | Kuba      | Kanada    | Brasilien   |

| Spel (gren) | Värdort – herrarnas vattenpolo, fort.  | Final   | Final    | Final     | Match om tredjepris | Match om tredjepris | Match om tredjepris |
| Spel (gren) | Värdort – herrarnas vattenpolo, fort.  | Vinnare | Resultat | Tvåa      | Trea                | Resultat            | Fyra                |
| ----------- | -------------------------------------- | ------- | -------- | --------- | ------------------- | ------------------- | ------------------- |
| 1987        | Indianapolis, USA                      | USA     | 6 – 4    | Kuba      | Brasilien           | 5 – 4               | Kanada              |
| 1991        | Havanna, Kuba                          | Kuba    | 9 – 5    | USA       | Brasilien           | 7 – 6               | Kanada              |
| 1995        | Mar del Plata, Argentina               | USA     | 16 – 5   | Brasilien | Kuba                | 9 – 4               | Kanada              |
| 1999        | Winnipeg, Kanada                       | USA     | 11 – 7   | Kuba      | Kanada              | 10 – 8              | Brasilien           |
| 2003        | Santo Domingo, Dominikanska republiken | USA     | 13 – 7   | Brasilien | Kanada              | 15 – 4              | Puerto Rico         |
| 2007        | Rio de Janeiro, Brasilien              | USA     | 9 – 2    | Brasilien | Kanada              | 9 – 5               | Kuba                |
| 2011        | Guadalajara, Mexiko                    | USA     | 7 – 3    | Kanada    | Brasilien           | 14 – 7              | Kuba                |
| 2015        | Toronto, Kanada                        | USA     | 11 – 9   | Brasilien | Kanada              | 16 – 8              | Argentina           |
| 2019        | Lima, Peru                             | USA     | 18 – 6   | Kanada    | Brasilien           | 9 – 6               | Argentina           |
| 2023        | Santiago, Chile                        | USA     | 17 – 7   | Brasilien | Argentina           | 12 – 10             | Kanada              |